# Team Mortis
Team Mortis is een boekenreeks geschreven door de Belgische auteur Bjorn Van den Eynde. De boeken volgen Erika Storm, die al op vroege leeftijd haar ouders verloor, net als haar vrienden Felix, Andreas en Nielsen, haar neef. Het zijn jongeren die deel uitmaken van een uiterst geheim Europees proefproject. Je moet alle banden met je vorige leven verbreken, je vrienden en kennissen voorgoed achterlaten. Je leeft nog, maar op papier ben je dood. Samen voeren ze undercovermissies uit in heel Europa.

## Algemeen
Team Mortis volgt voor het grootste deel Erika Storm maar zoomt ook regelmatig in op de andere delen van het team. Erika komt bij het team nadat ze door de politie betrapt is met een wapen en een lading drugs op zak die niet van haar is. Dan komt oud-MI6-agent Brian Bailey en doet haar een voorstel: hij kan haar wegkrijgen, maar dan moet ze wel alles opgeven – haar vrienden, haar demente oma. Ze besluit toe te happen en sluit zich aan bij Team Mortis. Bijna onmiddellijk wordt ze gevraagd voor een zaak in Verona.

## Boeken
Het eerste boek werd uitgegeven oktober 2012. De reeks is nog niet afgerond.
- Het Romeo & Juliet Mysterie (oktober 2012)
- De bende van Venus (maart 2013)
- Het dodenspel (oktober 2013)
- De zwarte zon (november 2015)
- Kristalkinderen (november 2015)
- Bloedlijst (oktober 2016)
- De spiegelmoorden (november 2017)
- Engel des doods (oktober 2018)
- Blind verdriet (juni 2019)
- De slaventocht (oktober 2019)
- Stille waters (december 2020)
- Meisje van glas (november 2021)
- Grafstemmen (oktober 2022)
- Verdronken zielen (november 2023)
- Cold case (september 2024)